# Каранвърбовски манастир
Каранвърбовският манастир „Света Марина“ е действащ манастир на Българската православна църква, част от Русенска епархия.

## Местоположение
Намира се в една красива и живописна местност на 3 километра югозападно от село Каран Върбовка, Русенско, България. Той се намира на около 50 километра югозападно от Русе, на около 20 километра североизточно от град Бяла. Наоколо се намират селата: Кацелово, Острица, Широково, Чилнов, Бъзовец и Горско Абланово.

## История
Според преданията, манастирът е основан през Второто българско царство и съществува до падането на България под османско владичество. Сведения за манастира могат да се намерят в разказа на Михаил Грънчаров. В своята книжка „Летний крин или страдание светия Великомученици Марини“, печатана в Цариград през 1843, се твърди, че манастирът съществува още от времето на българските царе, т.е. по времето, когато са построени Етрополския манастир „Св. Троица“ и Мъглижкия „Св. Никола“.
Историята на манисттира се разделя на три периода:
Първи период – Пъврият манастир (стара история) е от основаването на манастира през Второто българско царство до падането на България под османска власт, когато е бил изгорен.
Втори период – Вторият манастир (средна история) обхваща времето от откриването на Аязмото – към края на XVIII век до първата половина на XIX век, когато е бил построен вторият манастир, в двора, където е сегашният манастир. Периодът приключва с второто му пълно унищожение (вероятно изгорен) по време на въстанията в края на владичеството.
Трети период – Сегашният манастир (нова истори), е посветен на построяването на манастира след Освобождението – до наши дни.
Според легендата след опожаряването на манастира мястото попада в земите на турците по тези места. Сляпото дете на един турчин се измива с вода от аязмото в деня на Св. Марина (17 юли) и проглежда. За благодарност бащата подарява земята на християните.
Новата църква е построена през 1890 г. Храмов празник е 17 юли. Предаването на манастира на Доростолската и Червенската митрополия става през 1911 или 1912 г. През 1940 г. са построени манастирската кухня, трапезария, склад, маза и баня.
Доростолският и Червенски епархийски съвет в заседанието си на 02.11.1965 г. решават с протокол №12 манастирът да има статут на девически и да носи името на Св. Великомъченица Марина. Решението е одобрено от Светия синод с протокол №1/02.1966 г.